# 腰铺站
腰铺站，是滁宁城际铁路的一座中间站，位于中国安徽省滁州市南谯区丰乐大道与滁阳路交叉口，目前暂缓开通。

## 车站结构
本站为路侧高架三层侧式车站（2台2线）。

### 车站楼层
| 地上三层 | 侧式站台     | 侧式站台                                    | 侧式站台 | 侧式站台 |
|          | 一站台       | █ S4号线 南京北站方向（下站：花博园）       |          |          |
|          | 二站台       | █ S4号线 滁州高铁站方向（下站：滁州高铁站） |          |          |
|          | 侧式站台     |                                             |          |          |
| 地面     | 站厅及出入口 | 售票机、客服中心、商店、警务室、安检设施    |          |          |